# متروی هلسینکی
متروی هلسینکی (فنلاندی: Helsingin metro) سامانه قطارشهری زیرزمینی در شهر هلسینکی، فنلاند است.
این مترو که در تاریخ ۲ آگوست ۱۹۸۲ تأسیس شده دارای ۲ خط، ۱۷ ایستگاه و ۲۱٫۱ کیلومتر طول می‌باشد.

## نقشه

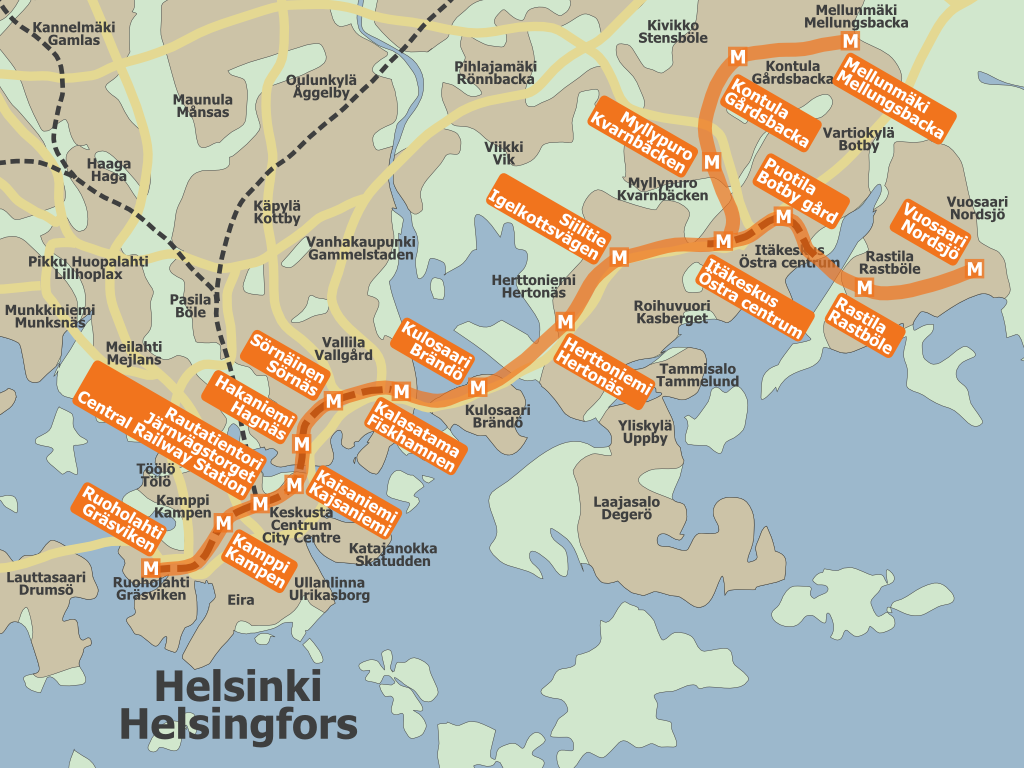
نقشه متروی هلسینکی

## نگارخانه

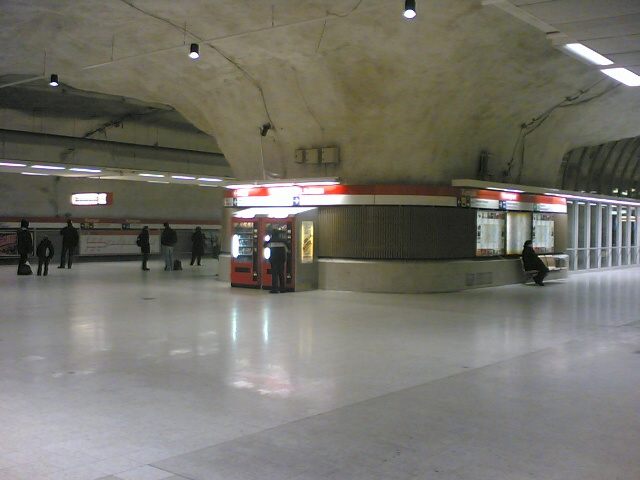
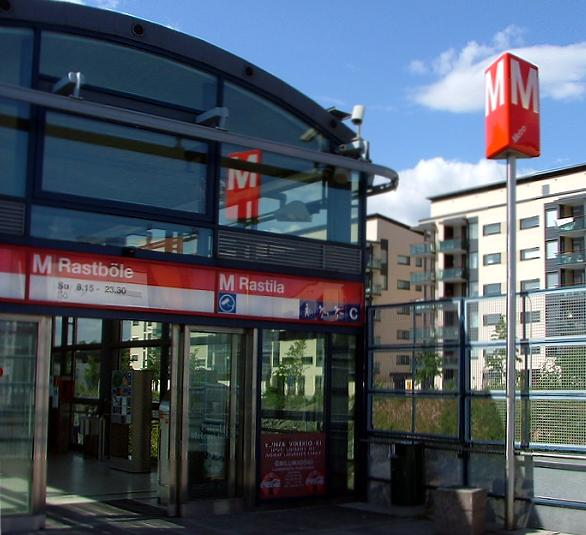
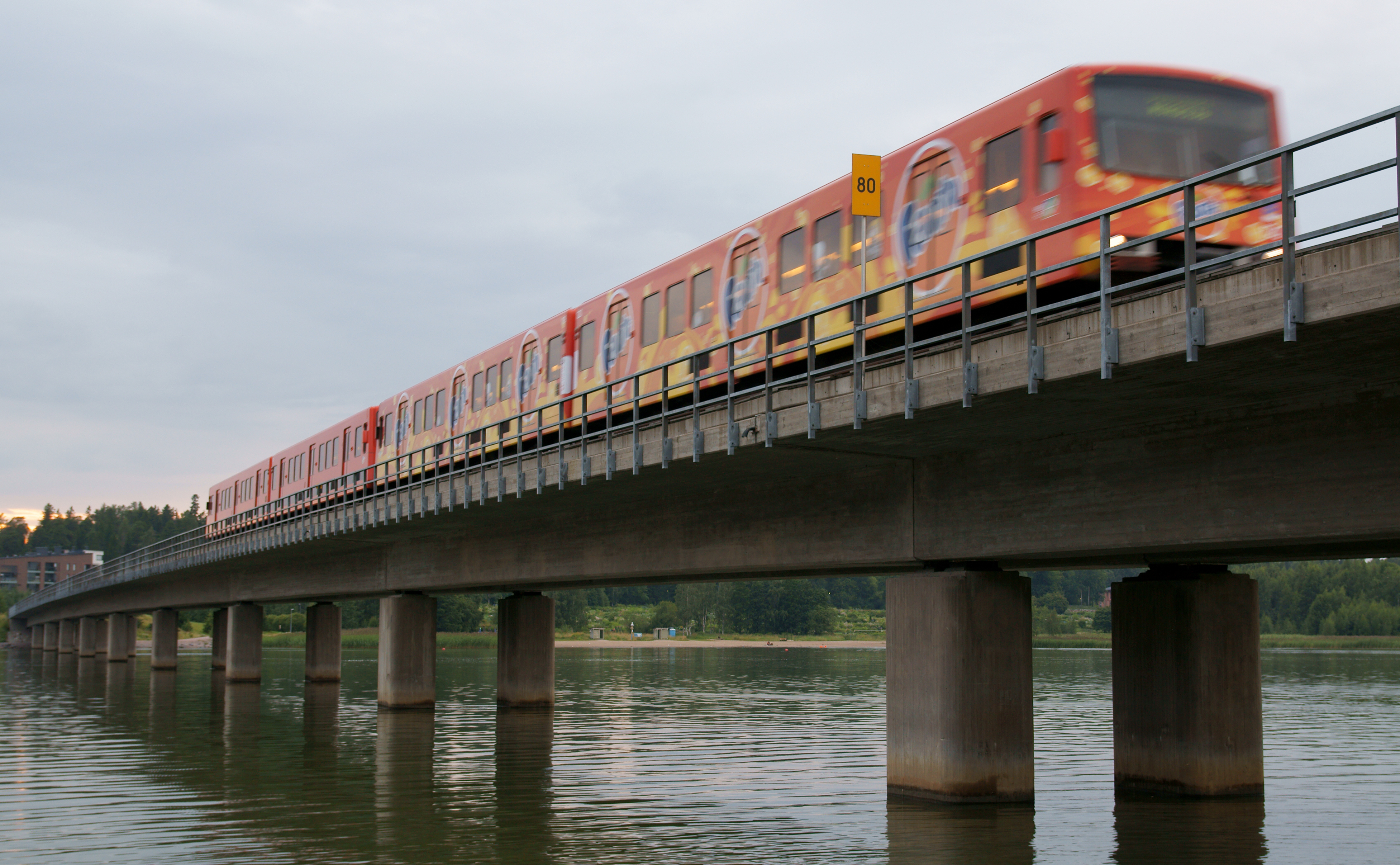
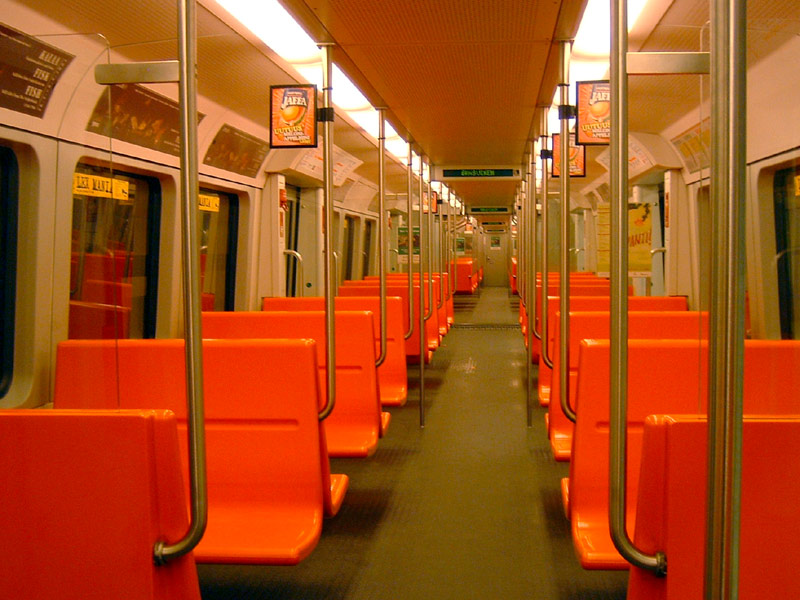